# Ormhuvudspindel
Ormhuvudspindel (Walckenaeria capito) är en spindelart som först beskrevs av Westring 1861.  Ormhuvudspindel ingår i släktet Walckenaeria och familjen täckvävarspindlar. Arten är reproducerande i Sverige. Inga underarter finns listade i Catalogue of Life.